# Poienile, Buzău
Poienile este o localitate componentă a orașului Pătârlagele din județul Buzău, Muntenia, România. Se situează la vărsarea râului Bâsca Chiojdului în râul Buzău, aflată în zona de munte, pe valea Buzăului. Poienile este o așezare rurală mică, cu 355 de locuitori la recensământul din 2002, sat de tip rasfirat, din zona de deal. In urma recensământului populatiei si al locuintelor din 2011 aici locuiesc 280 de locuitori. Aceasta localitate a avut in trecut o scoala primara (clasele I - IV) si o gradinita cu program normal. Scoala a fost desfiintata, cladirea fiind astazi folosita doar pentru anumite sedinte sau pentru alegeri. Gradinita a fost demolata, pe locul ei gasindu-se astazi un magazin alimentar.